# Das Schicksal
Das Schicksal (المصير, DMG al-Maṣīr) ist ein ägyptisch-französischer Spielfilm von Youssef Chahine aus dem Jahre 1997.

## Handlung

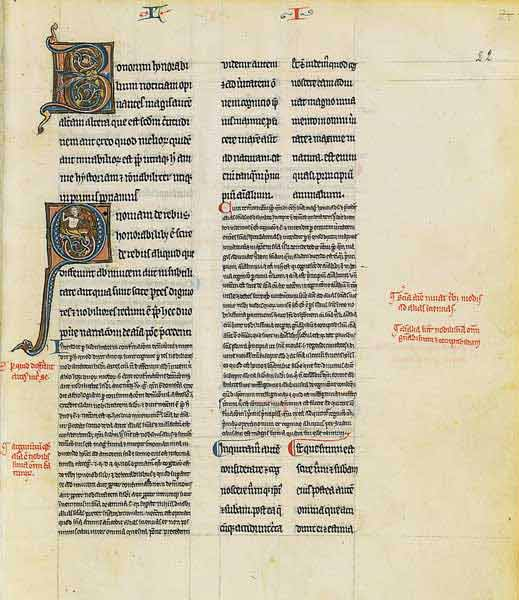
Ibn Ruschd, Kommentar zu De anima des Aristoteles, Französische Handschrift Ende des 13. Jh.

Der Film spielt im arabischen Andalusien des 12. Jahrhunderts. Der Gelehrte Averroes (arabisch Ibn Ruschd) ist oberster Richter und Ratgeber des Kalifen el-Mansur. Mit seiner Familie und seinen Studenten lebt er ein Leben voller Weisheit, Liebe und Toleranz. Der Kalif, vom wachsenden Einfluss der Christen und radikaler islamischer Sekten bedrängt, distanziert sich zunehmend von ihm, und lässt schließlich seine Schriften verbrennen und Ibn Ruschd verbannen. Ibn Ruschds Schüler haben unterdes seine Bücher kopiert und ins Ausland gerettet.

## Kritiken
„Eine mutige Parabel auf die Erosion von Toleranz und Aufklärung durch den Vormarsch fundamentalistischer Ideen, die deutliche Analogien zu aktuellen Entwicklungen im Nahen Osten aufweist.“

## Auszeichnungen
- Großer Preis des 50. Jubiläums der Filmfestspiele von Cannes